# 아라모토역
아라모토역(일본어: 荒本駅, あらもとえき)은 일본 오사카부 히가시오사카시에 있는 긴키 닛폰 철도의 철도역이다.
부역명은 히가시오사카시청 앞이다.

## 역 구조
섬식 승강장 1면 2선의 반지하역. 개찰 및 콩코스는 지하 1층, 승강장은 지하 2층에 있다. 개찰구는 1곳만 있고, 승강장에는 원맨 운전 지원용 홈 센서가 설치되어 있다.

### 승강장
| 1 | ■ 긴테쓰 게이한나선 | 이코마 · 갓켄나라토미가오카 방면                    |
| 2 | ■ 긴테쓰 게이한나선 | 나가타 · 혼마치 · 벤텐초 · 오사카코 · 유메시마 방면 |

## 역 주변
- 히가시오사카시청
- 오사카 부립 주오 도서관
- 히가시오사카 아라모토 우체국
- 이온 몰 히가시오사카점
- 크리에이션 코어 히가시오사카
- JA그린 오사카 본점
- 히가시오사카 유통 창고 단지
- 히가시오사카 트럭 터미널
- 한신 고속 13호 히가시오사카선
- 국도 제308호선

## 역사
- 1986년 10월 1일: 히가시오사카선(현, 게이한나선) 나가타 ~ 이코마 간 개통 시에 개업.
- 2006년
  - 3월 21일: 도착・출발 멜로디 도입.
  - 3월 27일: 히가시오사카선이 게이한나선으로의 이행에 맞춰 역 번호 도입.
- 2007년 4월 1일: PiTaPa 사용 개시.

## 사진
X

## 인접역
| 긴키 닛폰 철도 게이한나선 | 긴키 닛폰 철도 게이한나선 | 긴키 닛폰 철도 게이한나선          |
| ------------------------- | ------------------------- | ---------------------------------- |
| C23 나가타 나가타 방면    | ■ 게이한나선              | 요시타 C25 갓켄나라토미가오카 방면 |